# Annette Funicello
Annette Joanne Funicello (ur. 22 października 1942 w Utica, zm. 8 kwietnia 2013 w Bakersfield) – amerykańska piosenkarka i aktorka. Była jedną z najbardziej popularnych artystek programu Mickey Mouse Club wytwórni Walt Disney.

## Pozycje na liście Billboard
- „Tall Paul” # 7 (1959)
- „Jo-Jo The Dog Faced Boy” # 73 (1959)
- „Lonely Guitar” # 50 (1959)
- „My Heart Became Of Age” # 74 (1959)
- „First Name Initial” # 20 (1959)
- „O Dio Mio” # 10 (1960)
- „Train Of Love” # 36 (1960)
- „Pineapple Princess” # 11 (1960)
- „Talk To Me Baby” # 92 (1960)
- „Dream Boy” # 87 (1961)

## Filmografia
- Na psa urok (The Shaggy Dog, 1959) jako Allison D'Allessio
- Babes in Toyland (1961) jako Mary Contrary
- Elfego Baca: Six Gun Law (1962)
- Beach Party (1963) jako Dolores
- The Misadventures of Merlin Jones (1964)
- Muscle Beach Party (1964) jako Dee Dee
- Bikini Beach (1964) jako Dee Dee
- Przyjęcie (Pajama Party, 1964) jako Connie
- Beach Blanket Bingo (1965)
- The Monkey’s Uncle (1965)
- How to Stuff a Wild Bikini (1965)
- Fireball 500 (1966)
- Thunder Alley (1967)
- Head (1968)
- Back to the Beach (1987)

niewielka rola
- Ski Party (1965)
- Dr. Goldfoot and the Bikini Machine (1965)
- Drużyna z Beverly Hills (Troop Beverly Hills 1989)

### Filmy w TV
- Mickey Mouse Club (1955–1959)
- The Danny Thomas Show (1959)
- The Horsemasters (1961)
- Escapade in Florence (1962)
- Easy Does It... Starring Frankie Avalon (1976)
- Frankie and Annette: The Second Time Around (1978)
- The Mouseketeer Reunion (23 listopada 1980)
- Lots of Luck (1985)
- A Dream Is a Wish Your Heart Makes: The Annette Funicello Story (1995)

gościnnie
- Growing Pains epizod „The Seavers and the Cleavers” (1985)
- Pee-wee's Playhouse Christmas Special (1988)
- Pełna chata (Full House epizod „Joey Goes Hollywood”, 29 marca 1991)
- Zorro epizody „The Missing Father”, „Please Believe Me”, „The Brooch"
- Prawo Burke’a (1963–1965)